# 奥斯特卡佩勒
奥斯特卡佩勒（法語：Oost-Cappel；法語發音：[ɔst kapɛl]）是法国上法蘭西大區北部省的一个市镇，属于敦刻尔克区。

## 地理
奥斯特卡佩勒（50°55'29"N, 2°35'51"E）面积3.99 平方千米，位于法国上法蘭西大區北部省，该省份为法国最北部的省份及最长的省份，西北濒北海，西接加来海峡省，南至埃纳省和索姆省，东与比利时接壤。
与奥斯特卡佩勒接壤的市镇（或旧市镇、城区）包括：乌特凯尔克、邦贝克、翁斯科特、基莱姆、雷克斯普德。

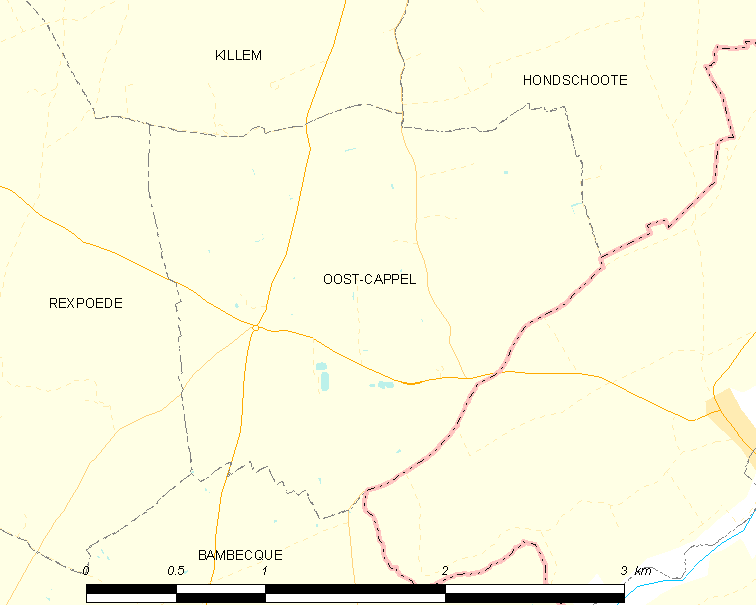
奥斯特卡佩勒的OSM定位图

奥斯特卡佩勒的时区为UTC+01:00、UTC+02:00（夏令时）。

## 行政
奥斯特卡佩勒的邮政编码为59122，INSEE市镇编码为59448。

## 政治
奥斯特卡佩勒所属的省级选区为沃尔穆特县。

## 人口

1962-2008年间奥斯特卡佩勒人口变化图示

奥斯特卡佩勒于2022年1月1日时的人口数量为468人。